# توماس ستيفنز (موظف مدني)
توماس ستيفنز (بالإنجليزية: Thomas Stephens)‏ هو موظف مدني أسترالي، ولد في 4 أكتوبر 1830، وتوفي في 25 نوفمبر 1913 في هوبارت في أستراليا.